# Giro d’Italia 2022/19. Etappe
Die 19. Etappe des Giro d’Italia 2022 fand am 27. Mai 2022 statt und führte die Fahrer zum zweiten Mal im Rahmen der 105. Austragung des italienischen Etappenrennens ins Ausland nach Slowenien. Der Start erfolgte in Marano Lagunare, ehe es über 178 Kilometer und 3230 Höhenmeter zu einer Bergankunft beim Santuario di Castelmonte (612 m) ging. Im Ziel hatten die Fahrer insgesamt 3260,2 Kilometer absolviert, was 94,6 % der Gesamtdistanz der Rundfahrt entsprach. Die Organisatoren bewerteten die Schwierigkeit der Etappe mit vier von fünf Sternen (media difficoltà).

## Streckenführung
Der neutralisierte Start erfolgte in Marano Lagunare auf der Via San Vito statt. Anschließend verließen die Fahrer den Startort über die SP3 in Richtung Norden.
Der offizielle Start erfolgte kurz nach Carlino auf der SP70 nach 6,3 gefahrenen Kilometern. Auf den ersten rund 70 Kilometern ging es auf flachen Straßen in Richtung Alpen. Dabei führte die Strecke durch Castions di Strada, Fagagna und Majano und passierte Udine im Westen. Nach 55,8 Kilometer wurde der erste Zwischensprint in Buja ausgefahren, ehe es wenig später in die Julischen Alpen ging. Die erste Bergwertung der 3. Kategorie wurde beim Einstieg der Villanova Grotte (641 m) nach 74,9 Kilometern abgenommen. Die Steigung führte über 3,7 Kilometer bei einer durchschnittlichen Steigung von 8 %. Nach einer kurzen Abfahrt begann die Straße wieder anzusteigen und die Fahrer erreichten nach 94,3 Kilometern den Passo di Tanamea (870 m), eine Steigung der 3. Kategorie. Auf der anschließenden Abfahrt überquerten die Fahrer die Landesgrenze und fuhren für die nächsten 37,6 Kilometer durch Slowenien. Über Žaga und Kobarid (222 m) gelangten die Fahrer zum einzigen Anstieg der 1. Kategorie, dem Kolovrat (1145 m). Dieser führte bei 9,2 % im Schnitt über 10,3 Kilometer, wobei im mittleren Abschnitt ein kurzes Fachstück bei Livek befahren wurde. Nachdem die Kuppe 42,4 Kilometer vor dem Ziel überquert wurde, folgte eine technisch anspruchsvolle Abfahrt auf schmalen Straßen, die nach Cividale del Friuli (135 m) und somit zurück nach Italien führte, wo der zweite Zwischensprint 9,4 Kilometer vor dem Ziel ausgefahren wurde.
Im Anschluss an den Zwischensprint begann die Schlusssteigung zum Santuario di Castelmonte (612 m). Diese war 7,1 Kilometer lang bei 7,8 % im Schnitt. Nach einer 500 Meter langen Zwischenabfahrt, die nach 2,5 Kilometern erreicht wurde, folgte der steilste Abschnitt der Steigung mit maximal 14 %. Der Anstieg war als Bergwertung der 2. Kategorie klassifiziert.
|                            | Ort                      | Kilometer | Länge (km) | Höhe (m) | Ø Steigung | max. Steigung |
| -------------------------- | ------------------------ | --------- | ---------- | -------- | ---------- | ------------- |
| neutraler Start            | Marano Lagunare          | −6,3      |            |          |            |               |
| offizieller Start          | Carlino                  | 0         |            |          |            |               |
| Zwischensprint             | Buja                     | 55,8      |            |          |            |               |
| Bergwertung (3. Kategorie) | Villanova Grotte         | 74,9      | 3,7        | 641      | 8 %        | 13 %          |
| Bergwertung (3. Kategorie) | Passo di Tanamea         | 94,3      | 9          | 870      | 5,4 %      | unbekannt     |
| Bergwertung (1. Kategorie) | Kolovrat                 | 134,6     | 10,3       | 1145     | 9,2 %      | 15 %          |
| Zwischensprint             | Cividale del Friuli      | 168,4     |            |          |            |               |
| Bergwertung (2. Kategorie) | Santuario di Castelmonte | 178       | 7,1        | 612      | 7,8 %      | 14 %          |
| Ziel                       | Santuario di Castelmonte | 178       |            |          |            |               |

## Rennverlauf und Ergebnis
Jefferson Cepeda (Drone Hopper-Androni Giocattoli) ging bei der 19. Etappe nicht an den Start. Unmittelbar nach dem Start kam es zu mehreren Angriffen im Hauptfeld und nach rund 10 Kilometern setzten sich 12 Fahrer ab. In der Ausreißergruppe vertreten waren folgende Mannschaften (geordnet nach dem bestplatzierten Fahrer in der Gesamtwertung): Koen Bouwman, Edoardo Affini (beide Jumbo-Visma), Attila Valter, Clément Davy (beide Groupama-FDJ), Alessandro Tonelli (Bardiani CSF Faizanè), Andrea Vendrame (AG2R Citroën Team), Mauro Schmid, Davide Ballerini (Quick-Step Alpha Vinyl Team), Magnus Cort Nielsen (EF Education-EasyPost), Tobias Bayer (Alpecin-Fenix), Fernando Gaviria (UAE Team Emirates) und Edward Theuns (Trek-Segafredo). Zunächst versuchten noch weitere Fahrer zu der Spitzengruppe aufzuschließen, doch nach rund 26 Kilometer wurde das Tempo im Hauptfeld gedrosselt und der Vorsprung der Ausreißer wuchs auf über zehn Minuten an.
Den ersten Zwischensprint in Buja nach 55,8 gefahrenen Kilometern sicherte sich Fernando Gaviria vor Edward Theuns und Davide Ballerini. Fernando Gaviria überholte somit Mark Cavendish (Quick-Step Alpha Vinyl) in der Punktewertung und war nun der erste Verfolger von Arnaud Démare (Groupama-FDJ), der die Wertung mit einem großen Vorsprung anführte. Die erste Bergwertung (3. Kategorie), die nach 74,9 Kilometern erreicht wurde, ging an Koen Bouwman, der somit seinen Vorsprung im Kampf um das Blaue Trikot weiter ausbaute. Hinter dem Niederländer sicherten sich Davide Ballerini, Edoardo Affini und Andrea Vendrame die weiteren Punkte. Im Hauptfeld hatte die Mannschaft Bora-hansgrohe die Tempoarbeit übernommen und Richie Porte (Ineos Grenadiers) musste das Peloton auf dem ersten Anstieg des Tages ziehen lassen. Der Australier, der ein wichtiger Helfer des Gesamtführenden Richard Carapaz war, stieg wenig später krankheitsbedingt vom Rad und erreichte das Ziel der Etappe nicht. Die zweite Bergwertung des Tages, den Passo di Tanamea (3. Kategorie), überquerte Koen Bouwman ebenfalls als erster vor Edward Theuns und Davide Ballerini.
53,7 Kilometer vor dem Ziel erreichte die Spitzengruppe den Fuß der Steigung des Kolovrat (1. Kategorie). Bereits auf den ersten Kilometern zerfiel die Gruppe und mit Koen Bouwman, Attila Valter, Alessandro Tonelli, und Mauro Schmid verblieben vier Fahrer an der Spitze des Rennens. Koen Bouwman sicherte sich vor Mauro Schmid und Attila Valter 40 weitere Punkte bei der Bergwertung und stand somit rein rechnerisch als Sieger des Blauen Trikots fest. Im Hauptfeld bestimmte weiterhin die Mannschaft Bora-hansgrohe das Tempo und verringerte den Abstand auf die Ausreißergruppe auf rund siebeneinhalb Minuten. Edoardo Zardini (Drone Hopper-Androni Giocattoli) konnte sich im Anstieg kurzzeitig vom Hauptfeld absetzten, wurde jedoch vor der Kuppe wieder gestellt. In der Abfahrt schloss Andrea Vendrame wieder zu dem Spitzen-Quartett auf und versuchte sich in einer der zahlreichen Gegensteigungen von seinen Begleitern zu lösen, was ihm jedoch nicht gelang. Im anschließenden Flachstück arbeitete die Spitzengruppe gut zusammen und erreichte den zweiten Zwischensprint mit einem Vorsprung von rund siebeneinhalb auf das Hauptfeld. Alessandro Tonelli sicherte sich vor Andrea Vendrame und Koen Bouwman die drei Bonussekunden in Cividale del Friuli, ehe es in den sieben Kilometer langen Schlussanstieg ging.
Im Anstieg nahmen die Fahrer in der Spitzengruppe das Tempo raus und beobachteten sich gegenseitig. Rund drei Kilometer vor dem Ziel kam es zu den ersten Angriffen, wobei sich keiner der Fahrer lösen konnte. Andrea Vendrame konnte den kurzen Antritten nicht folgen aber kam zurück, nachdem das Tempo wieder abgefallen war. Die Spitzengruppe erreichte die letzten flacheren Meter gemeinsam und es kam zu einem Sprint. Koen Bouwman eröffnete den Sprint rund 200 Meter vor dem Ziel und fuhr auf gleicher Höhe wie Mauro Schmid, der an der ersten Position losgefahren war. Knapp 50 Meter vor dem Ziel kam es zwischen den beiden in einer Linkskurve beinahe zu einem Sturz. Mauro Schmid musste bremsen und schaffte es gerade noch die Kurve auszusteuern. Koen Bouwman blieb auf den letzten Metern in Führung und gewann nach der 7. Etappe eine weitere Etappe der 105. Austragung des Giro d’Italia. Im Hauptfeld erhöhte Pavel Sivakov (Ineos Grenadiers) im Schlussanstieg das Tempo und bereitete eine Attacke von Richard Carapaz vor. Dieser griff rund zwei Kilometer vor dem Ziel an und nur Jai Hindley (Bora-hansgrohe) und Mikel Landa (Bahrain Victorious) konnten ihm folgen. Mikel Landa und Jai Hindley griff wenig später ebenfalls an, konnten sich aber nicht absetzten. Anschließend nahmen die drei Spitzenreiter das Tempo wieder raus und Vincenzo Nibali (Astana Qazaqstan Team), Pello Bilbao (Bahrain Victorious), Jan Hirt (Intermarché-Wanty-Gobert Matériaux), Hugh Carthy (EF Education-EasyPost) und Guillaume Martin (Cofidis) kamen wieder zurück. Guillaume Martin konnte sich zwar absetzten, doch die drei Bestplatzierten des Gesamtklassements erreichte das Ziel zeitgleich mit einem Rückstand von fast vier Minuten auf den Tagessieger. Juan Pedro López (Trek-Segafredo) verteidigte das Weiße Trikot des besten Nachwuchsfahrers und erreichte das Ziel gemeinsam mit Domenico Pozzovivo (Intermarché-Wanty-Gobert Matériaux) mit einem Rückstand von 25 Sekunden auf Richard Carapaz, der das Rosa Trikot behielt. Arnaud Démare erreichte das Ziel im vorgegebenen Zeitlimit und behielt die Führung in der Punktewertung.
| \| Etappenergebnis \| Etappenergebnis \| Etappenergebnis \| Etappenergebnis \| Etappenergebnis \| \| Fahrer \| Fahrer \| Land \| Team \| Zeit \| \| --------------- \| ------------------ \| --------------- \| ---------------------- \| --------------- \| \| 1. \| Koen Bouwman \| Niederlande \| Jumbo-Visma \| 4 h 32 min 55 s \| \| 2. \| Mauro Schmid \| Schweiz \| Quick-Step Alpha Vinyl \| + 0 s \| \| 3. \| Alessandro Tonelli \| Italien \| Bardiani CSF Faizanè \| + 3 s \| \| 4. \| Attila Valter \| Ungarn \| Groupama-FDJ \| + 6 s \| \| 5. \| Andrea Vendrame \| Italien \| AG2R Citroën Team \| + 10 s \| \| 6. \| Tobias Bayer \| Österreich \| Alpecin-Fenix \| + 2 min 45 s \| \| 7. \| Guillaume Martin \| Frankreich \| Cofidis \| + 3 min 49 s \| \| 8. \| Richard Carapaz \| Ecuador \| Ineos Grenadiers \| + 3 min 56 s \| \| 9. \| Jai Hindley \| Australien \| Bora-Hansgrohe \| + 3 min 56 s \| \| 10. \| Mikel Landa \| Spanien \| Bahrain Victorious \| + 3 min 56 s \| |                    |             |                        |                 |
| |                    |             |                        |                 |
| Quelle: ProCyclingStats |                    |             |                        |                 |
| Etappenergebnis |                    |             |                        |                 |
| Fahrer | Fahrer             | Land        | Team                   | Zeit            |
| 1. | Koen Bouwman       | Niederlande | Jumbo-Visma            | 4 h 32 min 55 s |
| 2. | Mauro Schmid       | Schweiz     | Quick-Step Alpha Vinyl | + 0 s           |
| 3. | Alessandro Tonelli | Italien     | Bardiani CSF Faizanè   | + 3 s           |
| 4. | Attila Valter      | Ungarn      | Groupama-FDJ           | + 6 s           |
| 5. | Andrea Vendrame    | Italien     | AG2R Citroën Team      | + 10 s          |
| 6. | Tobias Bayer       | Österreich  | Alpecin-Fenix          | + 2 min 45 s    |
| 7. | Guillaume Martin   | Frankreich  | Cofidis                | + 3 min 49 s    |
| 8. | Richard Carapaz    | Ecuador     | Ineos Grenadiers       | + 3 min 56 s    |
| 9. | Jai Hindley        | Australien  | Bora-Hansgrohe         | + 3 min 56 s    |
| 10. | Mikel Landa        | Spanien     | Bahrain Victorious     | + 3 min 56 s    |

## Gesamtstände
| \| Gesamtwertung \| Gesamtwertung \| Gesamtwertung \| Gesamtwertung \| Gesamtwertung \| \| Fahrer \| Fahrer \| Land \| Team \| Zeit \| \| ------------- \| ------------------ \| ---------------------- \| ---------------------------------- \| ---------------- \| \| 1. \| Richard Carapaz \| Ecuador \| Ineos Grenadiers \| 81 h 18 min 12 s \| \| 2. \| Jai Hindley \| Australien \| Bora-Hansgrohe \| + 3 s \| \| 3. \| Mikel Landa \| Spanien \| Bahrain Victorious \| + 1 min 05 s \| \| 4. \| Vincenzo Nibali \| Italien \| Astana Qazaqstan Team \| + 5 min 53 s \| \| 5. \| Pello Bilbao \| Spanien \| Bahrain Victorious \| + 6 min 22 s \| \| 6. \| Jan Hirt \| Tschechien \| Intermarché-Wanty-Gobert Matériaux \| + 7 min 15 s \| \| 7. \| Emanuel Buchmann \| Deutschland \| Bora-Hansgrohe \| + 8 min 21 s \| \| 8. \| Domenico Pozzovivo \| Italien \| Intermarché-Wanty-Gobert Matériaux \| + 12 min 55 s \| \| 9. \| Juan Pedro López \| Spanien \| Trek-Segafredo \| + 15 min 29 s \| \| 10. \| Hugh Carthy \| Vereinigtes Königreich \| EF Education-EasyPost \| + 17 min 10 s \| |                    |                        |                                    |                  |
| |                    |                        |                                    |                  |
| Quelle: ProCyclingStats |                    |                        |                                    |                  |
| Gesamtwertung |                    |                        |                                    |                  |
| Fahrer | Fahrer             | Land                   | Team                               | Zeit             |
| 1. | Richard Carapaz    | Ecuador                | Ineos Grenadiers                   | 81 h 18 min 12 s |
| 2. | Jai Hindley        | Australien             | Bora-Hansgrohe                     | + 3 s            |
| 3. | Mikel Landa        | Spanien                | Bahrain Victorious                 | + 1 min 05 s     |
| 4. | Vincenzo Nibali    | Italien                | Astana Qazaqstan Team              | + 5 min 53 s     |
| 5. | Pello Bilbao       | Spanien                | Bahrain Victorious                 | + 6 min 22 s     |
| 6. | Jan Hirt           | Tschechien             | Intermarché-Wanty-Gobert Matériaux | + 7 min 15 s     |
| 7. | Emanuel Buchmann   | Deutschland            | Bora-Hansgrohe                     | + 8 min 21 s     |
| 8. | Domenico Pozzovivo | Italien                | Intermarché-Wanty-Gobert Matériaux | + 12 min 55 s    |
| 9. | Juan Pedro López   | Spanien                | Trek-Segafredo                     | + 15 min 29 s    |
| 10. | Hugh Carthy        | Vereinigtes Königreich | EF Education-EasyPost              | + 17 min 10 s    |

| Punktewertung | Punktewertung        | Punktewertung          | Punktewertung                   | Punktewertung |
| Fahrer        | Fahrer               | Land                   | Team                            | Punkte        |
| ------------- | -------------------- | ---------------------- | ------------------------------- | ------------- |
| 1.            | Arnaud Démare        | Frankreich             | Groupama-FDJ                    | 254 P.        |
| 2.            | Fernando Gaviria     | Kolumbien              | UAE Team Emirates               | 136 P.        |
| 3.            | Mark Cavendish       | Vereinigtes Königreich | Quick-Step Alpha Vinyl          | 132 P.        |
| 4.            | Mathieu van der Poel | Niederlande            | Alpecin-Fenix                   | 96 P.         |
| 5.            | Alberto Dainese      | Italien                | Team DSM                        | 95 P.         |
| 6.            | Dries De Bondt       | Belgien                | Alpecin-Fenix                   | 83 P.         |
| 7.            | Simone Consonni      | Italien                | Cofidis                         | 73 P.         |
| 8.            | Phil Bauhaus         | Deutschland            | Bahrain Victorious              | 72 P.         |
| 9.            | Koen Bouwman         | Niederlande            | Jumbo-Visma                     | 71 P.         |
| 10.           | Filippo Tagliani     | Italien                | Drone Hopper-Androni Giocattoli | 70 P.         |

| Bergwertung | Bergwertung       | Bergwertung | Bergwertung                        | Bergwertung |
| Fahrer      | Fahrer            | Land        | Team                               | Punkte      |
| ----------- | ----------------- | ----------- | ---------------------------------- | ----------- |
| 1.          | Koen Bouwman      | Niederlande | Jumbo-Visma                        | 294 P.      |
| 2.          | Giulio Ciccone    | Italien     | Trek-Segafredo                     | 103 P.      |
| 3.          | Diego Rosa        | Italien     | Eolo-Kometa                        | 94 P.       |
| 4.          | Jai Hindley       | Australien  | Bora-Hansgrohe                     | 74 P.       |
| 5.          | Lennard Kämna     | Deutschland | Bora-Hansgrohe                     | 74 P.       |
| 6.          | Santiago Buitrago | Kolumbien   | Bahrain Victorious                 | 71 P.       |
| 7.          | Richard Carapaz   | Ecuador     | Ineos Grenadiers                   | 65 P.       |
| 8.          | Jan Hirt          | Tschechien  | Intermarché-Wanty-Gobert Matériaux | 57 P.       |
| 9.          | Gijs Leemreize    | Niederlande | Jumbo-Visma                        | 47 P.       |
| 10.         | Wilco Kelderman   | Niederlande | Bora-Hansgrohe                     | 42 P.       |

| Nachwuchswertung | Nachwuchswertung  | Nachwuchswertung | Nachwuchswertung       | Nachwuchswertung  |
| Fahrer           | Fahrer            | Land             | Team                   | Zeit              |
| ---------------- | ----------------- | ---------------- | ---------------------- | ----------------- |
| 1.               | Juan Pedro López  | Spanien          | Trek-Segafredo         | 81 h 33 min 41 s  |
| 2.               | Santiago Buitrago | Kolumbien        | Bahrain Victorious     | + 5 min 11 s      |
| 3.               | Pavel Sivakov     | Frankreich       | Ineos Grenadiers       | + 18 min 32 s     |
| 4.               | Thymen Arensman   | Niederlande      | Team DSM               | + 28 min 55 s     |
| 5.               | Luca Covili       | Italien          | Bardiani CSF Faizanè   | + 1 h 02 min 37 s |
| 6.               | Mauri Vansevenant | Belgien          | Quick-Step Alpha Vinyl | + 1 h 31 min 00 s |
| 7.               | Wadim Pronski     | Kasachstan       | Astana Qazaqstan Team  | + 1 h 39 min 57 s |
| 8.               | Gijs Leemreize    | Niederlande      | Jumbo-Visma            | + 1 h 43 min 23 s |
| 9.               | Attila Valter     | Ungarn           | Groupama-FDJ           | + 1 h 44 min 54 s |
| 10.              | Jhonatan Narváez  | Ecuador          | Ineos Grenadiers       | + 1 h 58 min 03 s |

| Mannschaftswertung | Mannschaftswertung                 | Mannschaftswertung           | Mannschaftswertung |
| Team               | Team                               | Land                         | Zeit               |
| ------------------ | ---------------------------------- | ---------------------------- | ------------------ |
| 1.                 | Bahrain Victorious                 | Bahrain                      | 244 h 06 min 06 s  |
| 2.                 | Bora-Hansgrohe                     | Deutschland                  | + 2 min 36 s       |
| 3.                 | Intermarché-Wanty-Gobert Matériaux | Belgien                      | + 1 h 08 min 09 s  |
| 4.                 | Ineos Grenadiers                   | Vereinigtes Königreich       | + 1 h 09 min 16 s  |
| 5.                 | Astana Qazaqstan Team              | Kasachstan                   | + 2 h 06 min 48 s  |
| 6.                 | Trek-Segafredo                     | Vereinigte Staaten           | + 2 h 14 min 21 s  |
| 7.                 | Jumbo-Visma                        | Niederlande                  | + 2 h 32 min 45 s  |
| 8.                 | UAE Team Emirates                  | Vereinigte Arabische Emirate | + 3 h 06 min 21 s  |
| 9.                 | BikeExchange-Jayco                 | Australien                   | + 3 h 08 min 56 s  |
| 10.                | Movistar Team                      | Spanien                      | + 3 h 21 min 06 s  |

## Ausgeschiedene Fahrer
- Jefferson Cepeda (Drone Hopper-Androni Giocattoli): wegen Erkrankung nicht gestartet
- Richie Porte (Ineos Grenadiers): wegen Erkrankung während der Etappe aufgegeben[4]